# Hógalamb
A hógalamb (Columba leuconota) a madarak osztályának galambalakúak (Columbiformes) rendjéhez és a galambfélék (Columbidae) családjához tartozó faj.
A magyar név forrással nincs megerősítve.

## Előfordulása
Oroszország, Türkmenisztán, Kazahsztán, Tádzsikisztán, Afganisztán, Bhután,  Mianmar, Kína, India,  Nepál és Pakisztán területén honos.

## Alfajai
- Columba leuconota gradaria
- Columba leuconota leuconota